# Tracal
Tracal is een bestuurslaag in het regentschap Lamongan van de provincie Oost-Java, Indonesië. Tracal telt 1711 inwoners (volkstelling 2010).